# Kyhosia bolanderi
Kyhosia es un género de plantas con flores de la familia de las asteráceas. Incluye una sola especie: Kyhosia bolanderi. Es originaria de Norteamérica.

## Descripción
Es una hierba perenne que puede superar un metro de altura. Su tallo es delgado y cubierto de pelosidad de color oscuro, con glándulas de resina. Las hojas son erizado lineales o en forma de lanza y puede medir hasta 30 centímetros de largo;  se producen en sentido opuesto a lo largo del tallo y a veces se fusionan en las bases. Los más altas en el tallo son mucho más pequeñas y dispuestas de forma alterna.
La inflorescencia está formada por una o más cabezas de  flores en la parte superior del tallo. Cada cabeza tiene un involucro en forma de campana, brácteas glandulares erizadas en la base, un centro de color negro con disco de florecillas amarillas, y una franja de 8 a 12 lígulas doradas de  más o menos 1 centímetro de largo. El fruto es un aquenio de poco menos de un centímetro de largo.

## Distribución y hábitat
Es nativo de las montañas de California, desde Sierra Nevada al norte de las montañas de Klamath, donde su distribución se extiende hacia el sur de Oregón. Es una planta de las praderas de montaña y otras zonas húmedas como de los arroyos.

## Taxonomía
Kyhosia bolanderi fue descrita por (A.Gray) B.G.Baldwin y publicado en Novon 9(4): 466. 1999.
Etimología
Kyhosia: nombre genérico que fue otorgado en honor de Donald William Kyhos, (1929, -) botánico californiano.
Sinonimia
- Anisocarpus bolanderi A.Gray
- Madia bolanderi (A.Gray) A.Gray[4]